# Batalla de Newburn
La batalla de Newburn se disputó el 28 de agosto de 1640 durante la segunda guerra de los obispos entre un ejército Covenanter escocés, liderado por el general Alexander Leslie y las fuerzas inglesas del rey Carlos I, lideradas por Edward, Lord Conway. Conway, muy sobrepasado en número, fue derrotado, y los escoceses marcharon para ocupar la ciudad de Newcastle, obteniendo un poder absoluto sobre el suministro de carbón para Londres. Carlos I no tuvo más remedio que pactar una tregua, bajo la cual el ejército escocés en el norte de Inglaterra recibiría pagas diarias, hasta que se alcanzase el tratado de paz definitivo. Para reunir los fondos necesarios, Carlos tenía que recurrir al Parlamento largo, poniendo así en marcha un proceso que llevaría al estallido de la guerra civil inglesa dos años más tarde.

## Antecedentes
Como antecedente de la batalla está la lucha del rey, aconsejado por el Conde de Strafford, para que los escoceses aceptaran la iglesia anglicana, lo que llevó a una crisis y a que los escoceses suscribieran a principios de 1638 el National Covenant, un documento que rechazaba todas las innovaciones en materia de oración que no estuvieran aprobadas tanto por el Parlamento escocés como por la Asamblea General de la iglesia de Escocia. Esta asamblea, reunida en Glasgow en noviembre de ese año, rechazó el Prayer Book y expulsó a los obispos de la iglesia, por sospechar que eran agentes de la corona, lo que llevó al estallido de la primera guerra de los obispos en 1639.
En esta primera «guerra» no se produjo mucha acción militar, llegándose a una especie de acuerdo (la Pacificación de Berwick), que no concluyó nada respecto a los puntos decisivos. Nuevamente la Asamblea General, reunida esta vez en Edimburgo, rechazó las pretensiones reales, lo que llevó a la segunda guerra de los obispos. Para reunir los fondos necesarios, Carlos reunió un nuevo Parlamento en Westminster, el primero en once años. Este Parlamento corto se interesó más por otros temas y el rey rápidamente lo disolvió.

## Preparativos
Aparte de las guarniciones de Berwick-upon-Tweed y Carlisle, las únicas tropas inglesas cercanas a la frontera eran algunas unidades de caballería e infantería en Newcastle, que llegaron a partir de finales de abril de 1640 con Edward, Lord Conway.
En Escocia se reclutó un ejército, dirigido por oficiales profesionales, y que recibió armas por mar desde los Países Bajos. Alexander Leslie, un veterano de la guerra de los Treinta Años, fue un organizador muy capaz. Las tropas se reunieron cerca de Duns en Berwickshire.
Además de Conway en Newcastle, el principal ejército real estaba bastante lejos, en Selby en Yorkshire, y el rey ni siquiera había abandonado Londres. En esta situación, el ejército de convenants escoceses decidió actuar, para golpear el norte de Inglaterra, con el objetivo de tomar Newcastle, donde el carbón de Northumberland y Durham se embarcaba hacia Londres, proporcionando la principal fuente de energía de la capital.

## Avance de Leslie y toma de Newcastle
El 17 de agosto una avanzadilla del ejército escocés pasó el Tweed, seguido tres días más tarde por el grueso del ejército, guiado por Leslie. Era el ejército escocés más poderoso que había invadido Inglaterra desde 1513.
Newcastle estaba mejor defendida al norte que al sur del Tyne, así que Wentworth escribió a Conway ordenándole que impidiera el paso del río a toda costa. El fuerte más cercano a la ciudad río arriba era el de la aldea de Newburn, cuatro millas al oeste. Allí el rey David II había cruzado en 1346 de camino a la batalla de Neville's Cross. Si los escoceses cruzaban el Tyne, no podría defenderse Newcastle; pero en lugar de concentrar todas sus fuerzas en Newburn, Conway intentó dos objetivos al mismo tiempo, dejando una buena parte de su ejército en la ciudad, mientras que con los otros 3.000 de infantería y 1.500 a caballo ocupó el fuerte. Ordenó construir trincheras y colocó 400 hombres y algunas piezas de artillería en ellas.
Leslie llegó a finales de la tarde del 27 de agosto, y ocupó Heddon Law, la altura sobre la aldea de Newburn. Colocó su artillería en una zona boscosa en la altura norte. Ocupó Newburn, y algunos de los cañones ligeros los puso en la aguja de la iglesia para cubrir a las trincheras que había en el otro lado.
En la madrugada del 28 de agosto el río iba demasiado crecido para que lo pasaran los escoceses. Al comienzo de la tarde comenzó el intercambio de disparos, siguiendo la artillería durante un tiempo, con ventaja para los escoceses, pues los ingleses apenas podían hacerles daños al tener los cañones en una zona baja.
Leslie cruzó el Tyne, con la infantería de avanzada, apoyada por la caballería. Ascendiendo a terreno más alto, los escoceses interceptaron el regimiento desorganizado de Wilmot. El pánico hizo presa de las tropas de Conway. El ejército inglés se batió en retirada. Leslie de detuvo para no perseguir al enemigo en retirada, pues el objetivo estaba logrado. Dos días más tarde entró en Newcastle, ahora abandonado por sus defensores, tomando posesión del puerto inglés más importante después de Londres y Bristol. Así acabó la segunda guerra de los obispos.

## Consecuencias
En términos militares, la batalla de Newburn fue un asunto menor, poco más que una escaramuza. Solo murieron 12 escoceses y 60 ingleses. Pero políticamente tuvo un profundo impacto por su importancia táctica. Al llevar la guerra a Inglaterra, haciendo huir al ejército real y apoderándose del suministro de carbón, los escoceses aseguraron prácticamente la convocatoria de un nuevo parlamento, con profundas consecuencias para la historia de ambos reinos: el Parlamento Largo.